# Atlantasellus cavernicolus
Atlantasellus cavernicolus là một loài giáp xác trong họ Atlantasellidae.
Chúng là loài đặc hữu của vùng Bermuda.